# Anastatus amarus
Anastatus amarus är en stekelart som först beskrevs av Subba Rao 1957.  Anastatus amarus ingår i släktet Anastatus och familjen hoppglanssteklar. Inga underarter finns listade i Catalogue of Life.